# Onthophagus mucronatus
Onthophagus mucronatus là một loài bọ cánh cứng trong họ Bọ hung (Scarabaeidae).